# Hyphaenia rahmani
Hyphaenia rahmani là một loài bọ cánh cứng trong họ Chrysomelidae. Loài này được Mohamedsaid miêu tả khoa học năm 1999.